# John Freeman-Mitford (1er baron Redesdale)
Pour les articles homonymes, voir Freeman et Mitford.
John Freeman-Mitford, 1er baron Redesdale, né John Mitford le 18 août 1748 à Londres et mort le 16 janvier 1830,, est un homme politique britannique.

## Biographie
Fils d'avocat, il est lui-même appelé au barreau en 1777 après des études de droit au Inner Temple. Il publie dès 1780 un ouvrage sur la pratique du plaidoyer pour les affaires civiles à la Cour de la chancellerie, livre qui connaît un franc succès dans le milieu juridique et assoit sa réputation. Il entre au Parlement de Grande-Bretagne en étant élu député de la circonscription de Bere Alston (dans le comté du Devon) en décembre 1788, avec l'appui de son cousin Algernon Percy, Lord Lovaine. Il soutient le gouvernement tory du Premier ministre William Pitt le Jeune. En juillet 1789 il est fait Conseiller du roi (King's Counsel, titre honorifique accordé aux avocats éminents), et nommé juge pour le sud du pays de Galles. Il poursuit dans le même temps sa carrière parlementaire, et début 1791 il introduit à la Chambre des communes une proposition de loi pour autoriser les catholiques à pratiquer leur culte et à briguer certains postes subalternes dans la fonction publique, ce qui leur était jusque lors interdit. La proposition est adoptée avec le soutien du gouvernement Pitt, bien que l'opposition whig estime qu'elle ne va pas assez loin dans l'abrogation de discriminations contre les catholiques.
Fait chevalier en février 1793, John Mitford est nommé solliciteur général auprès du gouvernement de William Pitt en février 1798. En novembre 1795 il pilote l'adoption par la Chambre des communes d'un projet de loi du gouvernement réprimant les assemblées ou réunions séditieuses. En juillet 1799 il devient procureur général, et siège dès lors comme député de Looe-est, un bourg pourri acquis au gouvernement tory. C'est dans l'exercice de cette fonction qu'il défend en 1800 la volonté du gouvernement de suspendre le droit à l’habeas corpus. En février 1801, William Pitt démissionne et Henry Addington, le président de la Chambre des communes, est choisi par la majorité parlementaire tory pour lui succéder au poste de Premier ministre. Addington et Pitt pressent tous deux un John Mitford hésitant de briguer la présidence de la Chambre. « À contrecœur », car il souhaite plutôt entreprendre une carrière juridique de haut rang, Mitford accepte. À la surprise de ses pairs, il prononce un discours mettant l'accent sur le sacrifice personnel qu'il consent en entreprenant cette fonction ; il est néanmoins élu sans opposition substantielle par les députés, le 11 février. Il est nommé membre du Conseil privé sept jours plus tard.
Il n'exerce la présidence que durant un an, et est fait Lord Chancelier d'Irlande en février 1802, et conjointement membre du Conseil privé d'Irlande. Une fois de plus, il n'accepte le poste qu'avec hésitation, et sur les conseils de Henry Addington. En février 1803 il est anobli, devenant le baron Redesdale et obtenant ainsi un siège à la Chambre des lords. C'est depuis cette date que les présidents de la Chambre des communes sont anoblis au moment de quitter la présidence. Il apprécie peu l'Irlande et, ayant été perçu comme un libéral en raison de son soutien certes modéré aux droits des catholiques en 1791, il devient en Irlande « un anti-catholique enragé ». Il est démis de ses fonctions en 1806 par le nouveau Premier ministre whig William Grenville. En mars 1808 il est fait membre de la Commission du Commerce. En janvier 1809 il hérite des propriétés foncières d'un parent, Thomas Edward Freeman, dont il adopte alors le nom de famille.
À la Chambre des lords, il devient « un pilier de la réaction » et fait notamment « obstruction à toutes les propositions de réformes juridiques suggérées par l'humanité de Sir Samuel Romilly ». Il s'oppose avec constance au radicalisme, ainsi qu'au catholicisme irlandais. Il fait preuve toutefois d'un fort intérêt pour l'étude de l'histoire du Parlement et la préservation des archives publiques. Il meurt en janvier 1830. Son fils unique John hérite de son siège à la Chambre des lords, et le titre de baron Redesdale s'éteint lorsque celui-ci meurt sans descendance en 1886. Les célèbres « sœurs Mitford » au XXe siècle sont les descendantes du frère aîné de John Freeman-Mitford, l'historien William Mitford,,.